# Josef Novák (politik)
Josef Novák (23. srpna 1888 Chvojnov – 2. října 1970 Praha) byl československý pedagog, novinář, politik a meziválečný i poválečný poslanec Národního shromáždění za Československou stranu lidovou.

## Biografie
Maturoval na gymnáziu v Pelhřimově a pak vystudoval matematiku a fyziku na české univerzitě v Praze. Stal se středoškolským učitelem. V roce 1908 vstoupil do Národní strany katolické v království Českém, od roku 1919 byl členem ČSL. Nejdříve působil jako žurnalista a redaktor katolických časopisů Naše mládež, Venkovan a Selská obrana. V letech 1918–1930 coby šéfredaktor deníku Lid (Pražský večerník).
Stál v čele Hospodářského sdružení českých křesťanských zemědělců v Čechách, které bylo napojeno na lidovou stranu.
V parlamentních volbách v roce 1925 byl zvolen za lidovce do Národního shromáždění. Mandát obhájil v parlamentních volbách v roce 1929, parlamentních volbách v roce 1935. V lidové straně přitom patřil do prohradně orientovaných kruhů. Poslanecké křeslo si oficiálně podržel do zrušení parlamentu roku 1939. Ještě krátce předtím, v prosinci 1938, přestoupil do poslaneckého klubu nově zřízené Strany národní jednoty. Po osvobození byl v letech 1945–1946 poslancem Prozatímního Národního shromáždění za lidovce respektive za Ústřední radu odborů. V letech 1946–1948 byl poslancem lidové strany v Ústavodárném Národním shromáždění.
Povoláním byl profesorem a starostou svazu hospodářských družstev. Podle údajů z roku 1935 bydlel v Praze.
Po osvobození 1945 zastupoval stranu v mnoha národních správách a korporacích. Po únoru 1948 se stáhl z veřejného života. Jako středoškolský profesor se zabýval pedagogickými otázkami a vydal knihu Nauka o výchově. Úvod do všeobecné pedagogiky (1924). Po 2. světové válce publikoval propagační spis Těm, jimž svěřil národ vedení (1945), kde vysvětloval rozdíl mezi ČSL a ostatními stranami Národní fronty.